# Dioxybenzon
Dioxybenzon of benzofenon-8 is een organische verbinding die in zonnebrandcrèmes wordt gebruikt om UV-B en korte UV-A ultravioletstraling te blokkeren. Het is een derivaat van benzofenon. Het is een geel poeder met een smeltpunt van 68°C. Het is niet oplosbaar in water. Benzofenon-3 is een vergelijkbare verbinding, maar heeft een hydroxylgroep minder.